# Gerard van Honthorst

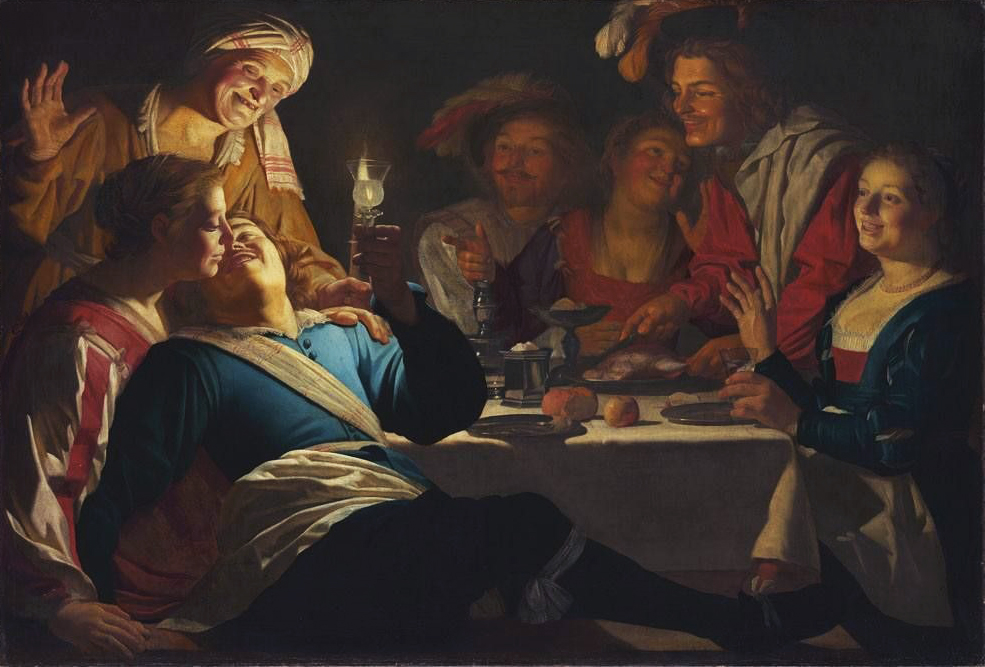
Gerrit van Honthorst, El hijo pródigo (1623)
Alte Pinakothek, Múnich.

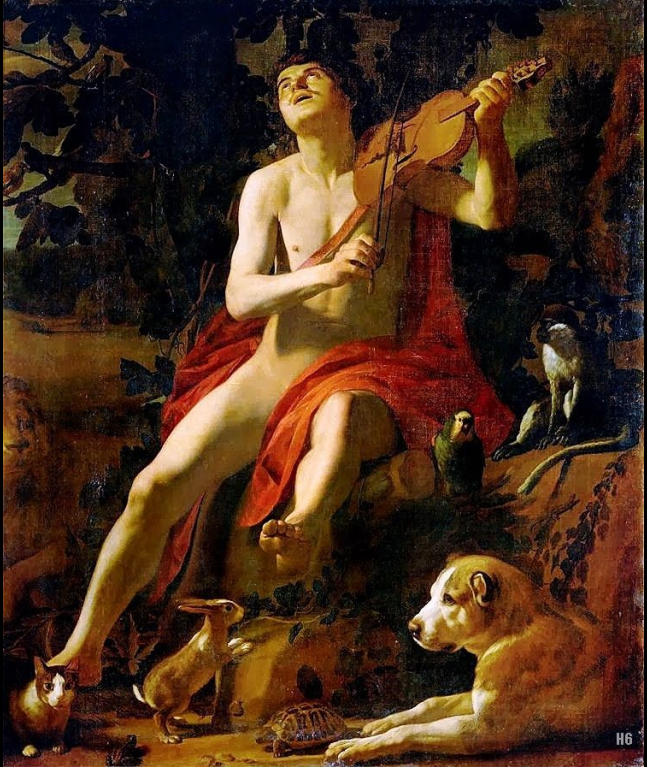
Orfeo, cuadro basado en la mitología griega, más específicamente en la figura de Orfeo.

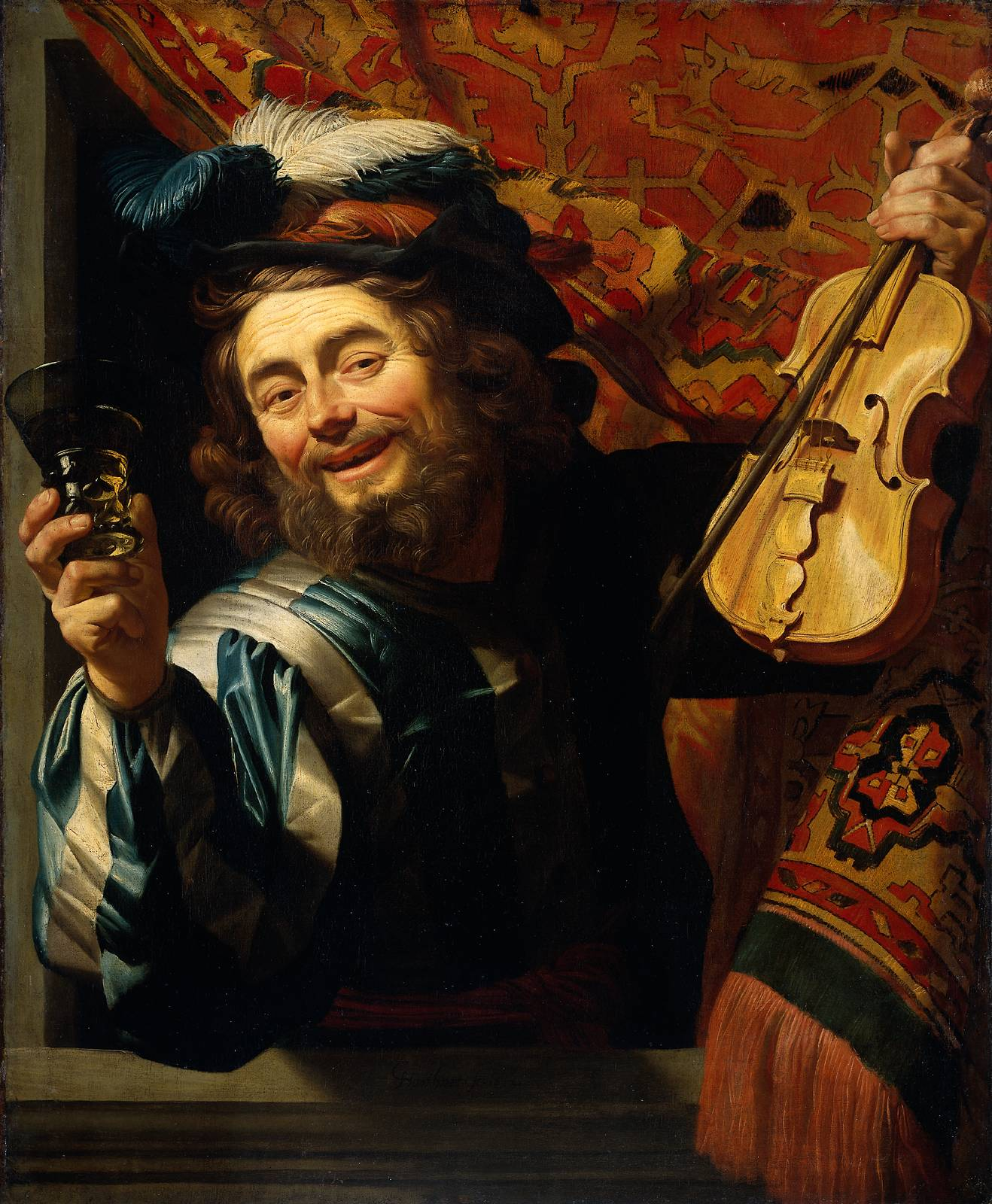
El alegre violinista (1623), Rijksmuseum, Ámsterdam.

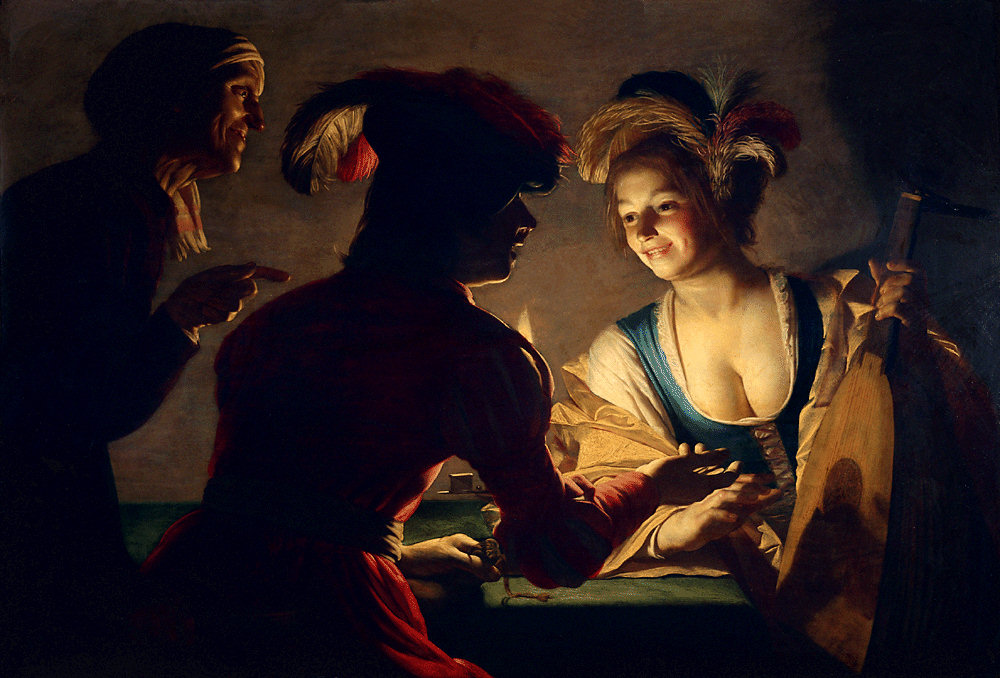
La alcahueta (1625)
Centraal Museum, Utrecht.

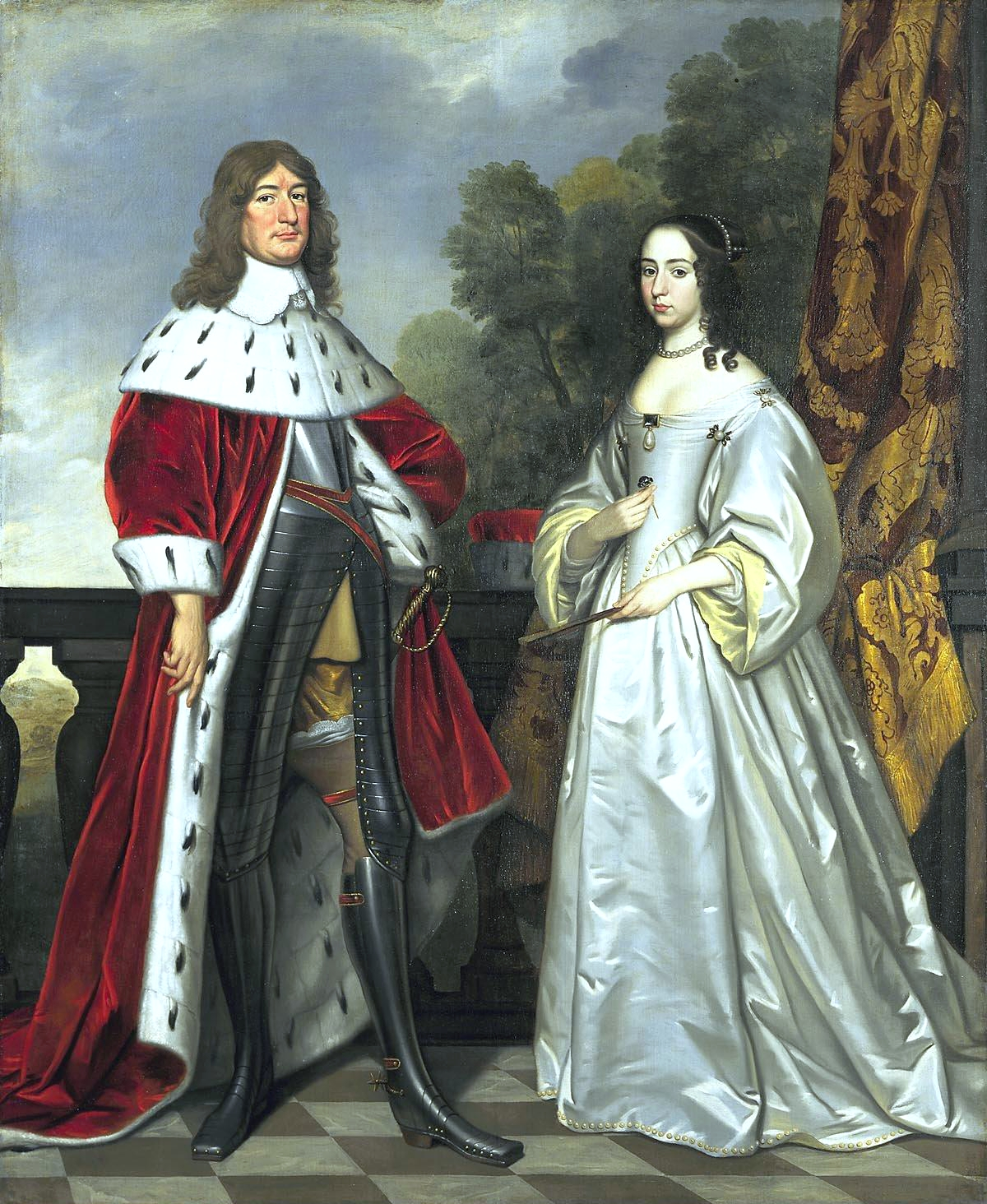
Retrato doble de Federico Guillermo y Luisa Enriqueta de Nassau-Orange, obra de Gerrit van Honthorst.

Gerrit van Honthorst o Gerard van Honthorst (Utrecht, 4 de noviembre de 1590-Utrecht, 27 de abril de 1656) fue un pintor caravaggista neerlandés del siglo XVII, de historia, de género y retratista. También es conocido por el sobrenombre de Gerardo Della Notte, puesto que los italianos encontraban su nombre de difícil pronunciación y sus apreciadas escenas nocturnas de claroscuro caravagianesco.

## Biografía
Nacido en una familia de artistas, van Honthorst fue alumno de Abraham Bloemaert. Llega a Roma en 1610, un año después de la muerte de Caravaggio.
Posteriormente reside en Londres, acompañado de su discípulo Joachim von Sandrart, donde ejecuta para el rey Carlos I cuadros destacados. Regresa a su país, donde se convierte en el más destacado de los pintores de la Escuela de Utrecht, seguidores holandeses del artista italiano Caravaggio.
En 1622, fue admitido en la cofradía de pintores de Utrecht. Fue pintor de Federico Enrique de Orange-Nassau y de su hijo Guillermo II, ambos estatúderes y príncipes de Orange. 
Destaca como pintor de escenas nocturnas y con luz artificial, lo que le vale el sobrenombre de «Gherardo della Notte» («Gerardo de la noche»). 
En la década de 1630, Van Honthorst se dio a conocer como retratista, lo que le permitió establecerse en La Haya en 1637, y pintó sucesivamente en el castillo de Ryswick y en Huis ten Bosch. El tiempo que no empleaba en producir pinturas lo dedicaba a los retratos. Sus obras eran muy numerosas, y están ampliamente representadas en museos de toda Europa. Sus piezas más atractivas son aquellas en las que cultiva el estilo de Caravaggio, esto es, aquellas que representan tabernas, con jugadores, cantantes y comensales de escasos modales. Muestra gran habilidad al reproducir escenas iluminadas por una simple vela. 
De gran interés son los retratos del Duque de Buckingham y familia (Hampton Court), El Rey y la Reina de Bohemia (Hanover and Combe Abbey), María de Médici (Ayuntamiento de Ámsterdam), 1628, Los estatúders y sus esposas (Ámsterdam y La Haya), Carlos Luis y Ruperto, sobrinos de Carlos I (Louvre, San Petersburgo, Combe Abbey y Willin), y Lord Craven (National Portrait Gallery, Londres).
En 1649, fue invitado a tomar parte, junto con otros artistas, en la decoración del Orange Hall en el Palacio del Estatúder de Huis ten Bosch. En 1652, regresó a Utrecht, donde murió cuatro años más tarde.
Honthorst fue sucedido por su hermano Guillermo, nacido en Utrecht en 1604, que murió, según se dice, en 1666. Vivió en su ciudad natal, y pasó alguna temporada en Berlín. Pero dejó poca obra.

## Estilo
Aprovechó la libertad caravaggiesca para pintar efectos de luz. Su obra se caracterizó por su manera de pintar con luz artificial: en muchas ocasiones la luz de las candelas, valor estético que duró medio siglo.
Ejerció una gran influencia en los pintores de su época, y pueden observarse rasgos de su estilo en las obras, por ejemplo, de Cornelisz.Dou, amigo y discípulo de Rembrandt, también pintó numerosas escenas de interior iluminadas por una lámpara, cirio o linterna. El mismo Rembrandt se ensayó en el género: puede verse en sus cuadros presencia de una única fuente de luz artificial. Uno de los claros ejemplos de su influencia fue Georges de la Tour, pintor lorenés.
Cuando llega a Roma, empieza pintando escenas de carácter mitológico, es el caso de su obra Orfeo, basada en el mito de Orfeo. En este momento bien puede calificarse de caravaggista en ciernes, puesto que las representa con insolente naturalismo.
No solamente recurre a temas religiosos que ocurren de noche, pintó también escenas picarescas: un banquete, la extracción de una muela, etc. Todo ello perteneciente a un realismo jocoso, casi vulgar y sin gracia, pero siempre iluminado por la luz de una candela. Creó un género.

## Obras
- En el Rijksmuseum pueden verse:
  - El alegre violinista (1623)
  - Federico Enrique de Orange-Nassau, príncipe de Orange y Estatúder, con su esposa Amalia y sus tres jóvenes hijas (1647)

- Museo del Louvre: 
  - El concierto en el balcón (1624)
  - El guitarrista (1624)
  - El sacamuelas (h. 1627)
  - Retrato del príncipe palatino Mauricio de Baviera (1621-1652), cuarto hijo de Federico V del Palatinado, rey de Bohemia (1640)
  - Retrato del príncipe palatino Eduardo de Baviera (1624-1665), sexto hijo de Federico V del Palatinado, rey de Bohemia (h. 1640)
  - Retrato de Federico Enrique de Orange-Nassau, príncipe de Orange y estatúder de las Provincias Unidas (Países Bajos) (h. 1650)

Otros museos:
- La negación de San Pedro (h. 1612), Museo de Bellas Artes de Rennes
- Sansón y Dalila (h. 1615), Museo de arte de Cleveland.
- Cristo ante Pilatos (h. 1617), National Gallery, Londres
- Cristo en el huerto de Getsemaní (h. 1617), Museo del Ermitage, San Petersburgo
- La cena con laúd (h. 1619), Galería de los Uffizi, Florencia
- La infancia de Cristo (h. 1620), Ermitage, San Petersburgo.
- El dentista, (1622) Gemäldegalerie, Dresde
- Grupo musical en un balcón (1622), Museo Getty, Los Ángeles (Estados Unidos)
- El hijo pródigo (1623), Alte Pinakothek de Múnich
- Mujer afinando un laúd (1624), Museo nacional del Palacio Real de Fontainebleau
- La laudista (1624), Ermitage, San Petersburgo.
- Violinista con copa de vino (1624), Museo Thyssen-Bornemisza, Madrid
- Solón y Creso (1624), Kunsthalle de Hamburgo
- La comida de compromiso (1625), Uffizi, Florencia
- La alcahueta (1625), Centraal Museum, Utrecht
- La violinista (1626), Galería Real de Pinturas Mauritshuis, La Haya
- Apolo y Diana (1628), Palacio de Hampton Court, Reino Unido
- Lamentación de Cristo (1633), catedral de San Bavón de Gante
- Cristo coronado de espinas (1640), Museo Getty, Los Ángeles, EE. UU.
- Retrato de Guillermo, conde de Craven (1642), Museo Fitzwilliam, Universidad de Cambridge, Reino Unido.
- Alegoría de la pintura (1648), Museo de Arte Crocker, Sacramento, California
- Margarita María de Roodere y sus padres (1652), Centraal Museum, Utrecht.
- Jesús y sus discípulos, Catedral de Notre-Dame de Dax
- El filósofo imperturbable, Kunsthistorisches Museum de Viena, Austria
- Los cantores, Museo de Bellas Artes de Lyon
- San Sebastián, catedral de San Bavón de Gante.
- El triunfo de Sileno, Museo de Bellas Artes de Lille
- La coronación de espinas, Museo de Bruselas.
- Natividad, Museo Wallraf-Richartz, Colonia
- María Magdalena arrepentida, Museo de Bellas Artes, Hungría

## Galería

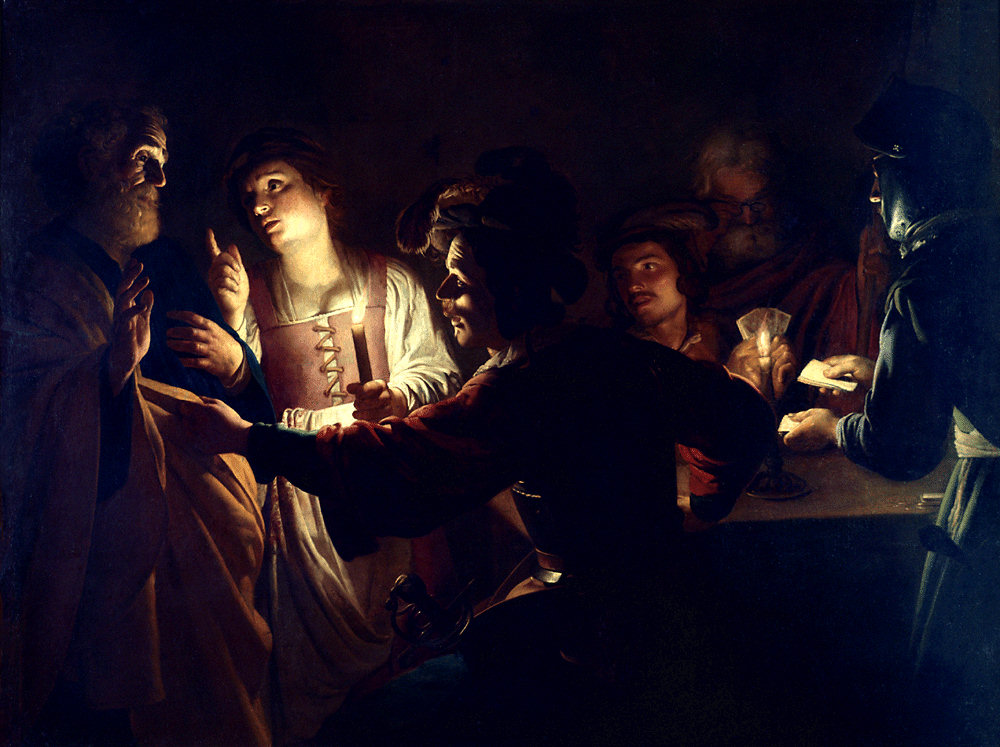
La negación de san Pedro (h. 1612)
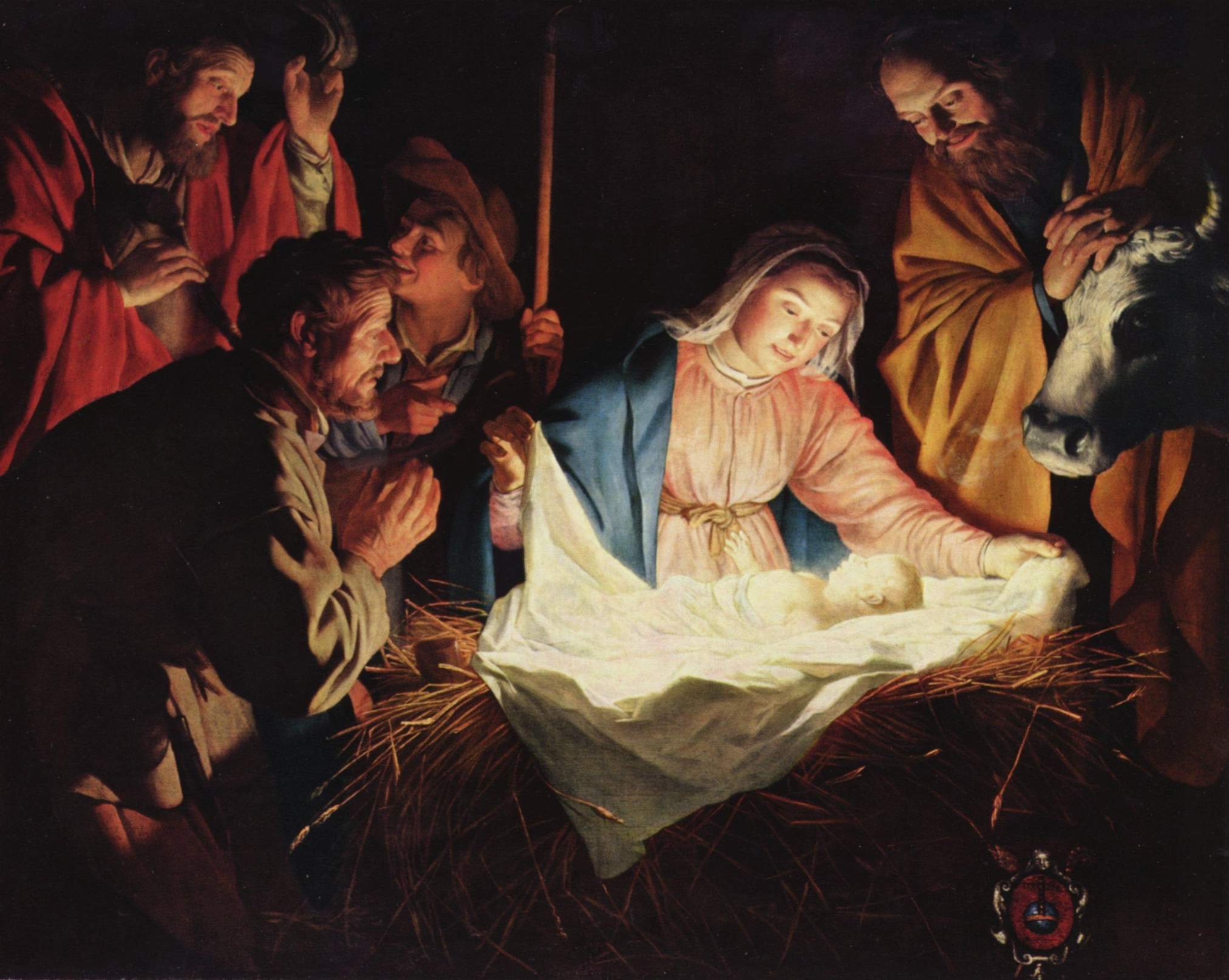
Natividad (1622)
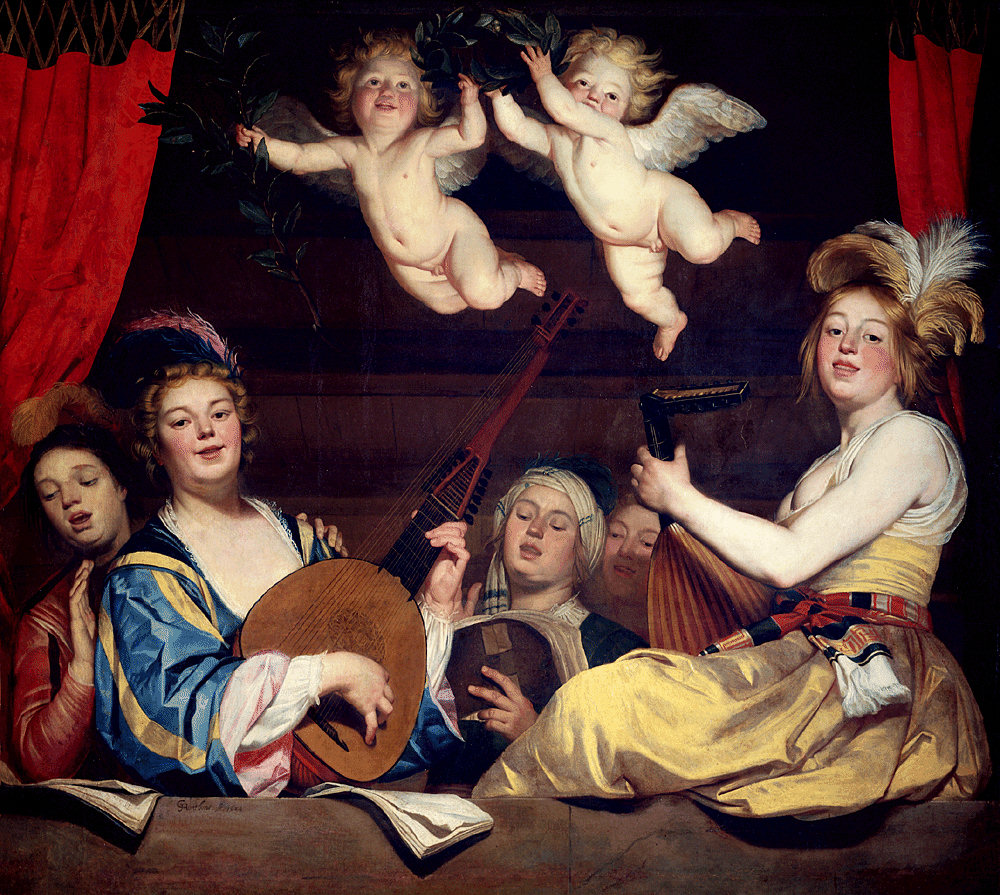
El concierto en el balcón (1624)
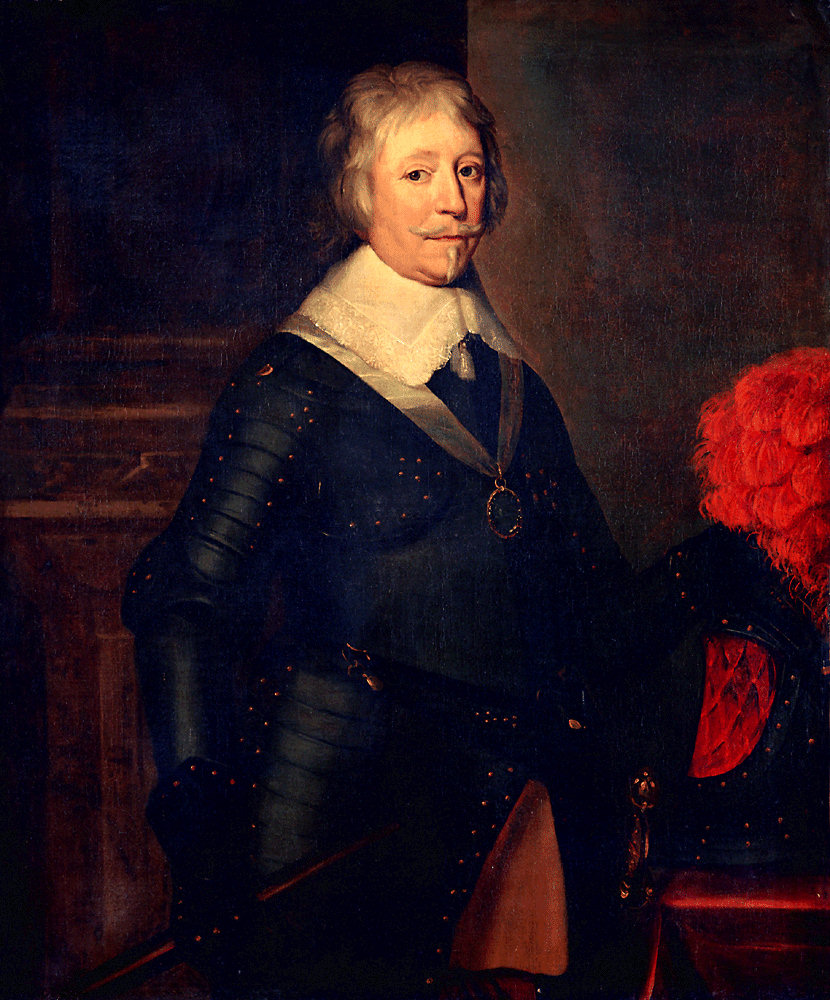
Retrato de Federico-enrique de Orange-Nassau, príncipe de Orange y statúder